# Цвинге (Ајхсфелд)
Цвинге (њем. Zwinge) општина је у њемачкој савезној држави Тирингија. Једно је од 89 општинских средишта округа Ајхсфелд. Према процјени из 2010. у општини је живјело 423 становника. Посједује регионалну шифру (AGS) 16061112.

## Географски и демографски подаци
Цвинге се налази у савезној држави Тирингија у округу Ајхсфелд. Општина се налази на надморској висини од 180–210 метара. Површина општине износи 5,2 km². У самом мјесту је, према процјени из 2010. године, живјело 423 становника. Просјечна густина становништва износи 82 становника/km².